# Nervus oculomotorius

Schema des Nervus oculomotorius, autonomer Anteil gelb

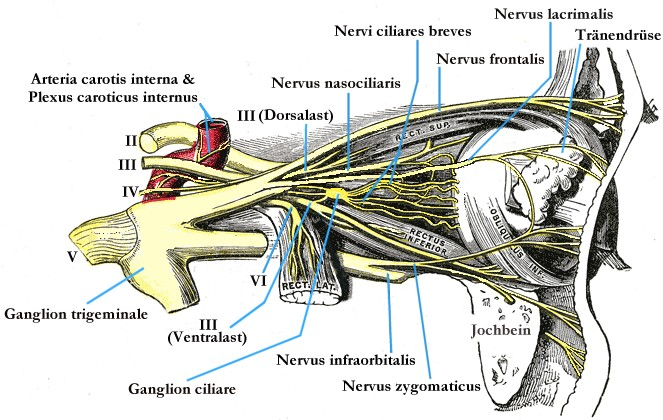
Nerven der Augengegend

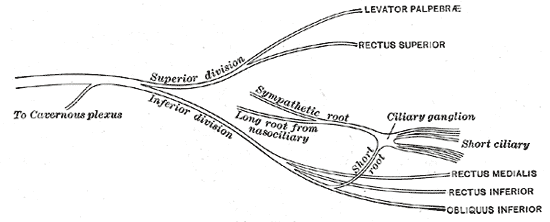
Plan des Augenbewegungsnervs

Der paarige Nervus oculomotorius (Augenbewegungsnerv), auch dritter Hirnnerv, N. III genannt, innerviert jederseits vier der sechs äußeren Augenmuskeln und zwei innere Augenmuskeln sowie den Lidheber.

## Verlauf und Funktion
Der Nervus oculomotorius entspringt im vorderen Anteil des Mittelhirns und verlässt dieses in der Fossa interpeduncularis. Seine Hirnnervenkerne sind der Ncl. nervi oculomotorii (somatomotorisch) und der Ncl. accessorius nervi oculomotorii (Edinger-Westphal-Kern) (parasympathisch) sowie der Kern von Perlia für die Akkommodation. Er zieht nach ventral bis zur Sella turcica (Türkensattel), wo er die Dura durchbricht und in den Sinus cavernosus eintritt. In dessen Dach und später an dessen Seitenwand zieht er Richtung Fissura orbitalis superior. Nach seinem Durchtritt durch die Fissura orbitalis superior in die Augenhöhle verläuft er im Anulus tendineus communis und spaltet sich danach in einen Ramus superior und einen Ramus inferior auf.
Die motorischen Fasern innervieren neben dem Musculus levator palpebrae superioris (Lidhebung) den Musculus rectus medialis (gerader, innerer Augenmuskel), den Musculus rectus superior (gerader, oberer Augenmuskel), den Musculus rectus inferior (gerader, unterer Augenmuskel) und den Musculus obliquus inferior (schräger, unterer Augenmuskel).
Die parasympathischen Fasern des N. oculomotorius ziehen zum Ganglion ciliare, wo sie auf ihr zweites Neuron umgeschaltet werden. Die Nervenfasern des zweiten Neurons innervieren den Musculus sphincter pupillae, der für die Verengung (Miosis) der Pupille verantwortlich ist, und den Musculus ciliaris, der die Akkommodation reguliert.
Der unpaarige Ncl. perlia n. oculomotorii innerviert speziell den M. ciliaris, welcher für die Akkommodation des Auges zuständig ist.

## Ausfallerscheinungen
Bei Schädigung des Nervus oculomotorius oder seiner Kerngebiete kommt es zu einer Lähmung, der sogenannten Okulomotoriusparese. Sie löst Augenmuskelgleichgewichtsstörungen (Schielen) und Bewegungseinschränkungen des betroffenen Auges aus, was mit entsprechender Doppelbildwahrnehmung (Diplopie) einhergeht. Zudem kann es zu einem Herabhängen des Oberlides (Ptosis), erweiterter Pupille (Mydriasis) und Verschwommensehen in der Nähe (Akkommodationsstörung) kommen.
In Abhängigkeit von der Lokalisation der Störung kennt man verschiedene Erkrankungen, die häufig durch Aneurysmen oder andere raumfordernde Prozesse ausgelöst werden. Hierzu zählen u. a. das Sinus-cavernosus-Syndrom und das Clivuskanten-Syndrom. Auch im Bereich des Circulus arteriosus cerebri (Circulus Wilissi) kommt es zu Schädigungen des Nervus oculomotorius.